# Euclidia demaculatus
Euclidia demaculatus är en fjärilsart som beskrevs av Barend J. Lempke 1966. Euclidia demaculatus ingår i släktet Euclidia och familjen nattflyn. Inga underarter finns listade i Catalogue of Life.